# Atikaki Provincial Wilderness Park
Der Atikaki Provincial Wilderness Park ist ein 3.998 km² großer Provinzpark an der Ostgrenze der kanadischen Provinz Manitoba, welcher innerhalb des Systems der Provincial Parks in Manitoba der Kategorie „Wilderness Parks“ zugeordnet wird. Der Name entstammt der Sprache der Anishinabe und bedeutet „Land des Karibu“. Er wurde 1985 in den Einzugsgebieten des Bloodvein River und des Pigeon River eingerichtet. Ersterer entspringt bei Red Lake in Ontario und fließt in den Winnipegsee. Er ist in beiden Provinzen als Canadian Heritage River anerkannt. Weitere Flüsse sind Gammon River, Leyond, Dogskin, Sasaginnigak und Broadleaf River.
Der nicht über Straßen erreichbare Naturpark dient der Erhaltung der für einen Bereich des Precambrium Boreal Forest typischen Flora und Fauna einer von Granit geprägten Landschaft. Dieses als Lac Seul Upland bezeichnete Gebiet ist der Überrest eines 2,5 Milliarden Jahre alten Gebirgszugs.
Richtung Süden schließt sich der Nopiming Provincial Park an, nach Südosten der bereits in Ontario gelegene Woodland Caribou Provincial Park.
Die gesamte Region, die aus Provinzparks und Traditionellen Territorien der im Grenzraum zwischen Ontario und Manitoba ansässigen First Nations besteht, wurde 2004 von der kanadischen Regierung auf die Tentativliste der UNESCO zur Anerkennung als Welterbe gesetzt. Dazu haben sich die in Ontario ansässige Pikangikum First Nation und die in Manitoba lebenden First Nations vom Poplar River (am Winnipegsee), Pauingassi, Bloodvein River und die Little Grand Rapids First Nation zusammengeschlossen. Teil der Initiative sind darüber hinaus der Woodland Caribou Park, das Ontario Ministry of Natural Resources und Manitoba Conservation. Die First Nations von Ontario der Wabaseemoong, der Grassy Narrows und der Lac Seul sind wiederum Partner des Woodland-Caribou-Parks. Am 1. Juli 2018 erklärte die UNESCO Pimachiowin Aki (übersetzt aus dem Ojibwe Land das Leben spendet) und damit auch den Atikaki Provincial Park, zum kombinierten Weltnatur- und Weltkulturerbe.

## Flora und Fauna
Das Gebiet war während der letzten Kaltzeit bis vor etwa 10.000 Jahren von Eis bedeckt, die Gletscher haben die Landschaft geprägt. Durch dessen Abschmelzen entstand der Agassizsee, der den heutigen Park um 7000 v. Chr. bedeckte. Um 6000 v. Chr. ersetzte borealer Wald den schrumpfenden See. Pappeln, Birken und verschiedene Nadelbäume, wie Banks-Kiefer („jack pine“), Schwarz-Fichte und Weiß-Fichte folgten den anfänglich eingezogenen Flechten. Hinzu kamen Erlen, Hasel und Vermont-Ahorn (Acer spicatum).
Häufig unter den größeren Säugetieren sind Timberwolf, Schwarzbär, Elch, Weißwedelhirsch und Woodland Caribou (Rangifer tarandus caribou), von denen vielleicht 300 bis 500 Tiere im Park leben, genauer im Manitoba's Atikaki-Berens Caribou Range. Im Winter finden sie sich zu kleinen Herden zwischen 20 und 60 Tieren im Westen des Parks zusammen und ziehen im Sommer bis nach Ontario. In dieser Atikaki–Berens range leben die Tiere nicht in einer einzigen Herde, sondern in vier kleinen Gruppen, die als Atiko, Bloodvein, Round und Berens bezeichnet werden. Weitere kleine Herden existieren im Nopiming-Park und im Grass River Park, doch gelten sie als gefährdet.
Angesichts dieser starken Gefährdung wurde 1994 das Eastern Manitoba Woodland Caribou Advisory Committee ins Leben gerufen, um Regierungsstellen, Holzindustrie, First Nations und Nichtregierungsorganisationen zu beraten und zu Verhandlungen zu bewegen. Zugleich wurden Forschung und Monitoring als Grundlage für einen Schutzplan vorangetrieben. Das Komitee dehnte seine Tätigkeit auf die Atikaki–Berens range und seine vier kleinen Herden aus. 2006 schätzte man die Größe der Herden auf 300 bis 500 Tiere. 2007 konnte die Atiko-Herde auf 60 Tiere gezählt werden. Die Bloodvein-Subpopulation wurde auf mindestens 50 Tiere geschätzt. Die Größe der beiden nördlicher lebenden Herden ist nur schwer zu erfassen. Die Berens-Herde umfasste im November 2008 mindestens 103 Tiere.

## Geschichte

### Frühgeschichte
Menschliche Spuren lassen sich über mehrere Jahrtausende nachweisen. Die Bewohner waren Jäger, Sammler und Fischer.
Um 1800 wurde der überwiegende Teil des Gebiets östlich des Winnipegsees von den Anishinabe in Anspruch genommen. Ihre Nachkommen leben heute überwiegend am Ostufer des Lake Winnipeg. Sie kamen aus der Gegend um Sault Ste. Marie und verdrängten ältere Cree-Gruppen. Die Anishinabe oder Ojibway fischten überwiegend im Frühjahr und Sommer an den Flussmündungen. Im Herbst zogen sie die Flüsse aufwärts und sammelten vielfach Wildreis, jagten Elche und Karibus. Der Herstellung von Kleidung und Decken diente vor allem die Jagd auf Biber und Bisamratten. Im Park befinden sich zahlreiche Felsmalereien, die unter dem Schutz des Heritage Resources Act von 1986 stehen.

### Pelzjäger
Pelzjäger der Hudson’s Bay Company und der North West Company jagten im als Le Petit Nord („der Kleine Norden“) bezeichneten Gebiet, doch lassen sich Pelzlager nur vermuten. Der ganz überwiegende Teil der Beute wurde in Lager am Berens River, die Little Grand Rapids, an den Bad Lake (heute Knox Lake) und den Red Lake in Ontario gebracht.